# اغتيال أحمد ياسين
في 22 مارس/آذار 2004، اغتيل الزعيم الفلسطيني وأحد مؤسسي حركة حماس الشيخ أحمد ياسين عن عمر 67 عاماً، في مدينة غزة. وكان الشيخ عائداً من أداء صلاة الفجر،  كما قُتل رفاقه على الفور. وأثار اغتياله حالة من الغضب وتعهدت الفصائل الفلسطينية بالانتقام، حيث قالت حماس إن رئيس الوزراء الإسرائيلي أرييل شارون "فتح أبواب الجحيم". وبعد وقت قصير من الهجوم، تولى عبد العزيز الرنتيسي قيادة الحركة في قطاع غزة.
ونجا ياسين من محاولة اغتيال سابقة في 6 سبتمبر/أيلول 2003. وذكرت الإذاعة الإسرائيلية أن شارون أشرف بنفسه على الهجوم على ياسين. 

## الاغتيال
أطلقت مروحيات الجيش الإسرائيلي عدة صواريخ بهدف محدد هو استهداف الشيخ ياسين أثناء عودته من صلاة الفجر في المسجد القريب من منزله في حي صبرا بغزة. كما أسفرت عملية الاغتيال عن مقتل تسعة من المارة الفلسطينيين وإصابة 15 شخصا، من بينهم ابنا الشيخ ياسين. وقع الاغتيال بعد أسبوع تقريبًا من تفجيرات ميناء أشدود عام 2004.

## ردود الفعل المحلية

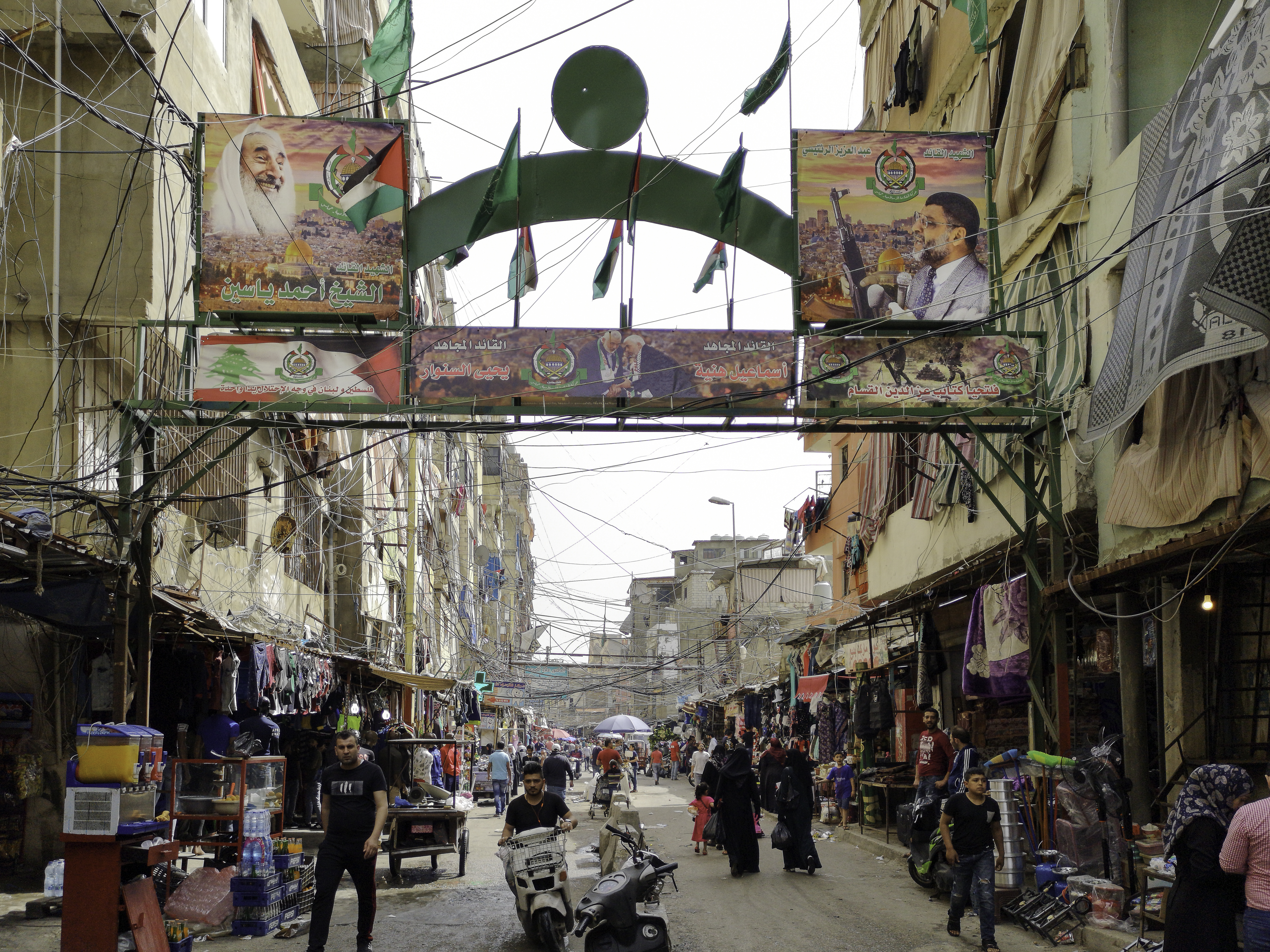
صورة الشيخ (يسار) موضوعة على بوابة مخيم شاتيلا.

- السلطة الوطنية الفلسطينية – أعرب الرئيس ياسر عرفات واللجنة التنفيذية لمنظمة التحرير الفلسطينية عن إدانتهما الشديدة لعملية الاغتيال. وحثوا جميع الفلسطينيين على الالتزام بفترة حداد تستمر ثلاثة أيام. وأعرب الرئيس عرفات والقيادة الفلسطينية في بيان عن إدانتهم الشديدة لاغتيال الزعيم الجليل الشيخ أحمد ياسين ووصفوه بالمقاتل البطل والشهيد، معتبرين هذا العمل انتهاكا صارخا يتجاوز الحدود المقبولة. وحثت السلطات الفلسطينية كافة الفلسطينيين، سواء داخل المنطقة أو خارجها، على إقامة فترة حداد لمدة ثلاثة أيام تكريما للشيخ ياسين، الذي قُتل بشكل مأساوي في عملية عسكرية إسرائيلية في غزة. وحثت القيادة الفلسطينيين على الالتقاء والتوحد وتعزيز التماسك.[7] وأدان رئيس الوزراء أحمد قريع جريمة القتل بشدة. ووصف ذلك بأنه "عمل خطير وبغيض" خلال مؤتمر صحفي خارج مكتب عرفات في رام الله. وأكد قريع أن "الغرض من وراء هذا العمل هو إدامة العنف"، ودعا اللجنة الرباعية والولايات المتحدة إلى وضع حد لسلوك إسرائيل المتهور. وحثهم على "الاعتراف بقيمة حياة الفلسطينيين"، مشيراً إلى أن "الكيل قد طفح وأنه يتعين على اللجنة الرباعية والولايات المتحدة التدخل لوقف سلوك إسرائيل غير العقلاني".
- حماس – حماس – أعلن عبد العزيز الرنتيسي خلال مناسبة جماهيرية في غزة، عن توليه قيادة حركة حماس، وأكد على أهمية الوحدة والاصطفاف والتمسك بمبادئ الحركة. "علينا أن نتكاتف ونقف بقوة في خنادق المقاومة. لن نستسلم، ولا ينبغي لنا، عندما نواجه أعمال الإرهاب الصهيوني. الشيخ أحمد ياسين هو رمزنا، وسنتبع نفس المبادئ والعمل على تحقيق الأهداف التي كان يعتز بها الشيخ أحمد ياسين".[8]
- إسرائيل – أشاد وزير المالية بنيامين نتنياهو بعملية الاغتيال.[5]
  - وقال مندوب إسرائيل الدائم لدى الأمم المتحدة دان غيلرمان إن القيادة الفلسطينية أثبتت بما لا يدع مجالا للشك أنها لا ترغب في اتخاذ أي خطوة لمكافحة الإرهاب. وأضاف أن إسرائيل بإزاحة ياسين عن الساحة الدولية تبعث برسالة قوية للإرهابيين مفادها: “عندما تقتلون مواطنينا فلن تنجو”.[9]

## ردود الفعل الدولية
- كندا – أعلن وزير الخارجية بيل جراهام أن أوتاوا تأسف وتدين مقتل أحمد ياسين.[10] وأوضح في كلمة ألقاها أمام مجلس العموم أن إسرائيل في "وضع صعب للغاية".[11]
- مصر – أعرب الرئيس حسني مبارك "عن أسفه لمقتل أحمد ياسين في عملية عسكرية وحشية لم يكن لها أي معنى ولم تكن تداعياتها وعواقبها محسوبة. وأضاف أن "إسرائيل تستغل انشغال واشنطن بالانتخابات الرئاسية".[12] - وأعلنت مصر مقاطعة حفل إحياء ذكرى توقيع معاهدة السلام مع إسرائيل.[13]
- الاتحاد الأوروبي – أدان خافيير سولانا، الممثل الأعلى للاتحاد الأوروبي للسياسة الخارجية، عملية الاغتيال، مسلطًا الضوء على "تأثيرها الضار على عملية السلام ومؤكدًا أنها فشلت في خلق أي ظروف مواتية لتحقيق السلام".[14]
- فرنسا – قال الرئيس جاك شيراك إنه يدين دون تحفظ اغتيال الجيش الإسرائيلي لياسين، ووصفه بأنه انتهاك للقانون الدولي.[11]
- العراق – انتقد موفق الربيعي، عضو مجلس الحكم العراقي، عملية الاغتيال وقال إنها ستوفر مبررًا إضافيًا للأعمال الإرهابية في جميع أنحاء العالم، مما يعيق في النهاية جهود السلام.[15]
- الكويت – أعرب رئيس مجلس الوزراء صباح الأحمد الصباح عن حزنه وحث العالم على التحرك. وأضاف أن "العنف سيتصاعد الآن لأن العنف يولد العنف دائما".[16]
- لبنان – أدان الرئيس اللبناني إميل لحود بشدة العمل الإسرائيلي.
  -  حزب الله – واتهم الزعيم الروحي لحزب الله، محمد حسين فضل الله، الرئيس الأمريكي جورج دبليو بوش بالتواطؤ. قائلا إن "بوش قاتل مثل شارون. فهو الذي أعطى الضوء الأخضر للمجرمين الصهاينة للقيام بأعمال التصفية وحرب الإبادة ضد الشعب الفلسطيني".[17]
- المملكة المتحدة – قال وزير الخارجية جاك سترو: "نحن ندين هذا العمل. إنه غير مقبول وغير مبرر ومن غير المرجح أن يحقق هدفه".[18]

## ردود فعل وسائل الإعلام
ووصفت صحيفة فاينانشيال تايمز الاغتيال بأنه "غبي للغاية"، وحتى صحيفة ديلي تلغراف، التي عادة ما تكون مؤيدة لإسرائيل، وصفته بأنه "خطأ جسيم". ذكرت صحيفة الغارديان أن العديد من الفلسطينيين رأوا أن القتل "جبان" (بالنظر إلى أن ياسين كان رجلاً معاقًا) وكانوا غاضبين من أن مقتل ياسين قد يحفز المزيد من الفلسطينيين على مهاجمة إسرائيل.